# Saw (filmserie)

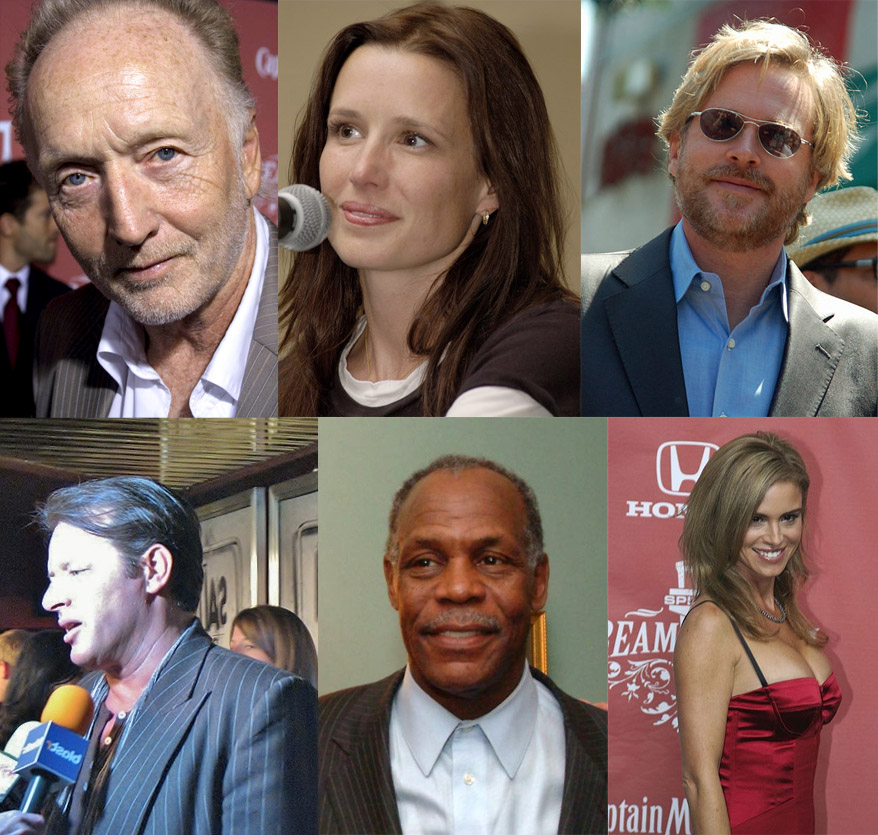
Cast van Saw.
met de klok mee: Tobin Bell, Shawnee Smith, Cary Elwes, Betsy Russell, Danny Glover en Costas Mandylor.

Saw is een Amerikaanse horror-mediafranchise uit de koker van Australische filmmakers James Wan en Leigh Whannell die draait om fictieve seriemoordenaar John Kramer, beter bekend als Jigsaw, wiens slachtoffers een levensbedreigende situatie moeten overleven om te rehabiliteren. De zogenoemde 'tests' of 'games' vergen een grote wil om te blijven leven en stellen de slachtoffers bloot aan zeer heftige fysieke en/of psychologische martelingen. John Kramer overlijdt in Saw III, maar zijn volgelingen zetten zijn gedachtegoed voort en door middel van flashbacks wordt het personage verder uitgediept.
In 2010 verscheen Saw 3D: The Finale Chapter, wat het laatste deel in Saw-filmreeks had moeten zijn. Filmmaatschappij Lionsgate gaf in 2012 aan verder te willen met de mediafranchise en te zoeken naar een manier om dat te doen. In 2017 verscheen Jigsaw en in 2021 verscheen Spiral: From the Book of Saw, beide in een poging de filmreeks nieuw leven in te blazen. In het najaar van 2023 is Saw X verschenen. 

## Films
In onderstaande overzicht staan alle Saw-films opvolgorde van verschijnen. De genoemde data zijn de data waarop de films in de Verenigde Staten zijn uitgebracht. Inmiddels is er een traditie opgebouwd dat de films de vrijdag voor Halloween uitkomen. De Europese landen volgen doorgaans enige tijd later, hoewel het zevende vervolg in veel landen (waaronder Nederland) juist een dag eerder uitkwam.
| Titel                        | Datum             | Regie                | Scenario & verhaal                   | Verhaal       |
| ---------------------------- | ----------------- | -------------------- | ------------------------------------ | ------------- |
| Saw                          | 29 oktober 2004   | James Wan            | Leigh Whannell                       | James Wan     |
| Saw II                       | 28 oktober 2005   | Darren Lynn Bousman  | Leigh Whannell & Darren Lynn Bousman |               |
| Saw III                      | 27 oktober 2006   | Darren Lynn Bousman  | Leigh Whannell                       | James Wan     |
| Saw IV                       | 26 oktober 2007   | Darren Lynn Bousman  | Patrick Melton & Marcus Dunstan      | Thomas Fenton |
| Saw V                        | 24 oktober 2008   | David Hackl          | Patrick Melton & Marcus Dunstan      |               |
| Saw VI                       | 23 oktober 2009   | Kevin Greutert       | Patrick Melton & Marcus Dunstan      |               |
| Saw 3D                       | 29 oktober 2010   | Kevin Greutert       | Patrick Melton & Marcus Dunstan      |               |
| Jigsaw                       | 27 oktober 2017   | The Spierig Brothers | Josh Stolberg & Peter Goldfinger     |               |
| Spiral: From the Book of Saw | 12 mei 2021       | Darren Lynn Bousman  | Josh Stolberg & Peter Goldfinger     |               |
| Saw X                        | 27 september 2023 | Kevin Greutert       | Josh Stolberg & Peter Goldfinger     |               |

## Verhaal

### Synopsis
De Saw-mediafranchise speelt zich af in een niet nader genoemde stad in de Verenigde Staten die geteisterd wordt door een reeks gruwelijke moorden die bekend komen te staan als de Jigsaw-moorden, omdat er een puzzelstukje uit de huid van elk slachtoffer is gesneden. De slachtoffers van Jigsaw moeten zien te ontsnappen uit een val en het zogenoemde spel spelen om met een hernieuwde waardering voor het leven vrij te komen. Na het overlijden van John "Jigsaw" Kramer wordt zijn gedachtegoed voortgezet door verschillende volgelingen.

### Structuur
In elke film staat een groot spel met meerdere slachtoffers centraal. Doorgaans wordt gaandeweg duidelijk wat de slachtoffers met elkaar verbindt en waarom zij getest worden door Jigsaw. Door middel van flashbacks worden steeds meer details over de voorgeschiedenis van Jigsaw onthuld, wat het overkoepelende verhaal met elke film gecompliceerde maakt. Elke film eindigt traditiegetrouw met een grote plotwending, uiteengezet met een compilatie van (niet eerder vertoonde) fragmenten ondersteund door (een variant van) Charlie Clouser's compositie 'Hello Zepp'. Meestal volg je als kijker ook een team van (FBI-)agenten die langzaam maar zeker dichtbij komen bij het ontrafelen van Jigsaw's ware identiteit en/of zijn schuilplaatsen. Omdat alle films (met uitzondering van Spiral: From the Book of Saw) met elkaar verbonden zijn, keren veel oude personages regelmatig terug en wordt er vaak naar ze verwezen.

### Plot

#### Voorgeschiedenis
John Kramer is een succesvolle civiel ingenieur die samen met zijn goede vriend, advocaat Art Blank, de stichting Urban Renewal Group opricht dat leegstaand vastgoed opkoopt en renoveert om betaalbare woningen te creëren voor mensen met een laag inkomen. Het eerste project was een vleesverwerkingsfabriek genaamd Gideon Meatpacking Plant (Saw IV). John is getrouwd met de toegewijde Jill Tuck die een eigen afkickkliniek genaamd Homeward Bound Clinic heeft. De kliniek geeft een feestje dat wordt gesponsord door Umbrella Health, een zorgverzekeringsmaatschappij waarvan John de dubieuze bedrijfsvoering in twijfel trekt na zijn gesprek met manager William Easton. Het bedrijf kijkt niet naar wat iemands wil om te leven is, maar naar wat het kost. John is het niet eens met die bedrijfsvoering, maar wordt ondanks dat later toch een client bij Umbrella Health (Saw VI). Later zijn John en Jill in verwachting van hun zoon Gideon, maar op een noodlottige avond krijgt Jill een miskraam door toedoen van drugsverslaafde Cecil Adams die een overval pleegt op de kliniek en een deur hard in Jills buik slaat (Saw IV). John weet dat Cecil verantwoordelijk is voor de dood van zijn zoon, maar niet dat hij tot de overval is aangespoord door zijn vriendin Amanda Young (Saw VI).
Na de miskraam groeien John en Jill uit elkaar en scheiden ze van elkaar. Jill komt samen met Art langs in John's werkplaats, tot zijn grote ongenoegen. John stuurt beiden weg en verbreekt het contact (Saw IV). De mentale gezondheid van John verslechtert en tot overmaat van ramp wordt bij hem door Dr. Lawrence Gordon een ongeneeslijke darmkanker vastgesteld en een hersentumor in de frontale kwab geconstateerd (Saw). Hij brengt tijdig een bezoek aan het ziekenhuis, maar door een fout van Dr. Logan Nelson wordt de röntgenfoto van John verwisseld met die van een andere patiënt en is de kanker ongeneesbaar ten tijde van de diagnose (Jigsaw). Uiteindelijk doet John een zelfmoordpoging door met de auto van een klif te rijden, maar dat overleeft hij wonderwel. John heeft de wil om te leven opnieuw gevonden, maar wil desondanks geen contact meer met Jill of Art (Saw II).
John begint zich te focussen op het leven van anderen en kiest Cecil als zijn eerste slachtoffer. Jill hoort van Cecils dood en vreest dat John er iets mee te maken heeft. Hij ontkent niet wanneer zij hem daarmee confronteert en na een woede-uitbarsting stuurt hij haar voor de laatste keer weg (Saw IV). John besluit de noodzakelijke behandelingen te ondergaan om zijn kanker te bestrijden en laat zich verder onderzoeken door Dr. Gordon en Dr. Lynn Denlon (Saw III). Hij krijgt steun van zijn behulpzame buren Anna en Matthew terwijl de chemotherapie niet aanslaat en zijn gezondheid verslechtert (Jigsaw). Dan ontdekt John dat er een Noorse dokter is die bezig is met een experimentele gentherapie. John gaat naar Umbrella Health om een verzoek voor vergoeding van die behandeling in te dienen, maar wordt door Wiliam afgewezen (Saw VI).

#### Rekruten
- Dr. Logan Nelson is een van Johns eerste slachtoffers, die tijdens de test in een verlaten varkensboerderij geen eerlijke kans krijgt omdat hij te laat bijkomt van het slaapmiddel. John besluit hem te redden en haalt hem over zijn volgeling te worden. Logan helpt John bij het bouwen van de omgekeerde berenval. Kort daarna gaat Logan bij het leger en wordt hij uitgezonden naar Fallujah (Jigsaw).
- Rechercheur Mark Hoffman werkt aan de Jigsaw-zaak. Hij vermoordt Seth Baxter, de moordenaar van zijn zus die vroegtijdig vrijkwam, volgens Jigsaws modus operandi. John ontvoert Hoffman en plaatst hem in een niet dodelijke test. Hoffman wordt een volgeling, omdat het rechtssysteem volgens hem faalt. Tijdens het opzetten van hun eerste test, waarschuwt Hoffman dat Rechercheur David Tapp dichtbij het vinden van Jigsaws ware identiteit komt. John draagt Hoffman op om een pupillampje van Dr. Gordon bij een volgend plaats delict te plaatsen (Saw V).
- Drugsverslaafde Amanda Young wordt enkele weken later ontvoerd door John, die haar in de omgekeerde berenval plaatst. Ze ontsnapt net op tijd. Ondertussen wordt Dr. Gordons pupillampje bij een ander plaats delict gevonden. Dr. Gordon wordt door rechercheurs David Tapp en Steven Sing uit het ziekenhuis meegenomen voor verhoor. Hij blijkt onschuldig, maar stemt er mee in om naar Amanda's getuigenverklaring te kijken (Saw). John wacht Amanda op in haar huis en overtuigt haar om een volgeling te worden. Amanda gelooft oprecht dat John haar geholpen heeft (Saw III).
- Dr. Lawrence Gordon en fotograaf Adam Stanheight ontwaken in een vervallen badkamer, met hun enkels vastgeketend aan een verwarmingsbuis. Dr. Gordon zaagt uiteindelijk zijn eigen voet af om te kunnen ontsnappen, Adam wordt door John achtergelaten om te sterven (Saw). Dr. Gordon sleept zichzelf over de vloer door de gang en schroeit zijn enkelpunt dicht tegen een gloeiendhete stoompijp. John vindt hem, lapt hem op en geeft hem een voetprothese. Dankbaar voor de hernieuwde waardering voor het leven, besluit Dr. Gordon een volgeling van John te worden. Hij zal later een aantal moeilijke chirurgische ingegrepen op slachtoffers verrichten (Saw 3D).

#### Toekomstplannen
Rechercheurs Tapp en Sing ontdekken de geheime locatie waar John bezig is zijn volgende spel voor te bereiden. John handelt snel, snijdt Tapps keel door en vlucht. Sing achtervolgt hem, activeert per ongeluk een val en wordt doodgeschoten door een hagelgeweren (Saw). Uit medelijden met Adam besluit Amanda hem uit zijn lijden te verlossen, door hem met een stuk plastic te laten stikken (Saw III). John brengt een bezoek aan Jils afkickkliniek en probeert haar ervan te overtuigen dat zijn behandelplan beter werkt, met Amanda als het levende bewijst. Jill kon Amanda niet redden met haar hulp, maar John slaagt daar wel in met zijn methode (Saw VI).
In de maanden er na volgen er meer tests. Bobby Dagen schrijft een uit de duim gezogen verhaal over hoe hij een Jigsaw-val heeft overleefd om rijk en beroemd te worden. Tijdens een signeersessie hint John dat hij de waarheid weet en geen gezichten vergeet, waarna hij met een gesigneerd boek vertrekt (Saw 3D). John beseft dat hij nog maar kort te leven heeft en begint met het voorbereiden van vallen voor toekomstige slachtoffers. In een doos die nagelaten moet worden aan Jill, stopt hij naast de instructies voor een nieuw spel een videoband voor Dr. Gordon waarin hij vraagt Jill te beschermen en een gemoderniseerde omgekeerde berenval waarmee Hoffman getest moet worden (Saw VI).

#### Zenuwgashuis
Hoffman overhandigt John de zeven politiedossiers van de slachtoffers die het spel in het zenuwgashuis moeten spelen. De slachtoffers worden samen met medeplichtige Amanda opgesloten in de eerste ruimte, die door Hoffman wordt afgesloten met een val (Saw V). Het spel wordt gespeeld en corrupte rechercheur Eric Matthews eindigt overmeesterd door Amanda vastgeketend aan een verwarmingsbuis in de badkamer, achtergelaten om te sterven (Saw II). Eric breekt zijn eigen voet en ontsnapt, maar loopt Amanda tegen het lijf en valt haar aan. Denkend dat Eric dood is, laat Amanda hem achter (Saw III). Wanneer Amanda gewond terugkeert uit het zenuwgashuis, heeft John door dat er iets mis is gegaan en hij stuurt Hoffman aan om Eric in het geheim gevangen te nemen (Saw IV).

#### Vleesverwerkingsfabriek
John en Amanda zijn nu bekend bij de politie en duiken onder in de vleesverwerkingfabriek, waar de volgende twee spellen plaatsvinden (Saw III, Saw IV).  Art Blanks moet het met een dichtgesnoerde mond opnemen tegen iemand anders, maar ondanks dat krijgt hij een Jigsaw-val om en wordt hij door John gedwongen om eigenhandig een spel te organiseren (Saw IV). John beveelt ook Amanda om twee mensen te testen, maar zij saboteert de vallen en haar slachtoffers krijgen geen kans om te overleven. Daarnaast wil hij Dr. Denlon ontvoeren, die hem gedurende twee spellen in leven moet houden (Saw III). Het is Dr. Gorden die Arts mond dichtsnoerde en Dr. Denlon aandroeg als kandidaat, omdat zij volgens hem een geweldig chirurg is (Saw 3D). 
Amanda brengt John naar de werkplaats, waar Hoffman aan een val werkt, en John merkt op dat hij onzorgvuldig om gaat met zijn slachtoffers. Hoffman en Amanda hebben onenigheid, waarna John ingrijpt. (Saw III) Amanda brengt John naar de geïmproviseerde ziekenhuiskamer, wanneer ze Jill tegen het lijf lopen. John stuurt Amanda op pad om Dr. Denlon te ontvoeren. Zij smeekt hem wanhopig om op te houden met zijn spellen, waarna John haar belooft dat hij een uitweg voor haar heeft voorbereid en haar een sleutel overhandigt (Saw VI). Als John terug is in ziekenhuisbed, komt Hoffman hem waarschuwen dat Amanda hem zal teleurstellen. John geeft hem een mapje met foto's van toekomstige slachtoffers en draagt Hoffman op om het volgende spel te gaan voorbereiden (Saw V). 
John heeft een brief geschreven voor Amanda, maar Hoffman heeft die verwisseld met een brief waarmee hij haar chanteert om Dr. Denlon te vermoorden. Hoffman is op de hoogte van het feit dat Amanda bij de overval, die tot Jills miskraam leidde, was. (Saw VI). Na het lezen van de brief, vermoordt ze Dr. Denlon. Dat leidt indirect tot haar eigen dood en de dood van John (Saw III). FBI-agent Peter Strahm is Jigsaw op het spoor en ook in het gebouw, maar wordt overmeesterd door Hoffman. Strahm zit in een val, maar overleeft die door met behulp van een pen tracheotomie op zichzelf te plegen. (Saw V)

## Terugkerende personages
- In deze lijst zijn enkel personages opgenomen die in meerdere films terugkeren.

| John Kramer / Jigsaw | Tobin Bell      | Tobin Bell             | Tobin Bell                          | Tobin Bell                        | Tobin Bell                          | Tobin Bell                          | Tobin Bell                          | Tobin Bell | Tobin Bell (foto) | Tobin Bell      |
| Amanda Young         | Shawnee Smith   | Shawnee Smith          | Shawnee Smith                       | Shawnee Smith (archief materiaal) | Shawnee Smith (archief materiaal)   | Shawnee Smith                       |                                     |            |                   | Shawnee Smith   |
| Allison Kerry        | Dina Meyer      | Dina Meyer             | Dina Meyer                          | Dina Meyer                        | Dina Meyer (foto)                   |                                     |                                     |            |                   |                 |
| Adam Stanheight      | Leigh Whannell  | Leigh Whannell (stem)  | Leigh Whannell                      |                                   |                                     | Leigh Whannell (archief materiaal)  | Leigh Whannell (archief materiaal)  |            |                   |                 |
| Zep Hindle           | Michael Emerson | Michael Emerson (stem) | Michael Emerson (archief materiaal) |                                   |                                     |                                     | Michael Emerson (archief materiaal) |            |                   |                 |
| Lawrence Gordon      | Cary Elwes      | Cary Elwes (stem)      |                                     |                                   |                                     |                                     | Cary Elwes                          |            |                   |                 |
| David Tapp           | Danny Glover    |                        | Danny Glover (archief materiaal)    |                                   | Danny Glover (archief materiaal)    |                                     |                                     |            |                   |                 |
| Steven Sing          | Ken Leung       |                        | Ken Leung (archief materiaal)       |                                   | Ken Leung (foto)                    |                                     |                                     |            |                   |                 |
| Obi Tate             |                 | Tim Burd               | Tim Burd                            | Tim Burd (foto)                   | Tim Burd                            |                                     | Tim Burd (archief materiaal)        |            | Tim Burd (foto)   |                 |
| Eric Matthews        |                 | Donnie Wahlberg        | Donnie Wahlberg                     | Donnie Wahlberg                   | Donnie Wahlberg (archief materiaal) |                                     |                                     |            |                   |                 |
| Daniel Rigg          |                 | Lyriq Bent             | Lyriq Bent                          | Lyriq Bent                        | Lyriq Bent (archief materiaal)      |                                     |                                     |            |                   |                 |
| Daniel Matthews      |                 | Erik Knudsen           | Erik Knudsen (archief materiaal)    | Erik Knudsen (foto)               |                                     |                                     | Erik Knudsen (archief materiaal)    |            |                   |                 |
| Xavier               |                 | Franky G               | Franky G                            |                                   | Franky G                            |                                     | Franky G (archief materiaal)        |            |                   |                 |
| Mark Hoffman         |                 |                        | Costas Mandylor                     | Costas Mandylor                   | Costas Mandylor                     | Costas Mandylor                     | Costas Mandylor                     |            |                   | Costas Mandylor |
| Jill Tuck            |                 |                        | Betsy Russell                       | Betsy Russell                     | Betsy Russell                       | Betsy Russell                       | Betsy Russell                       |            |                   |                 |
| Lynn Denlon          |                 |                        | Bahar Soomekh                       | Bahar Soomekh (archief materiaal) | Bahar Soomekh (archief materiaal)   | Bahar Soomekh (archief materiaal)   | Bahar Soomekh (archief materiaal)   |            |                   |                 |
| Corbett Denlon       |                 |                        | Niamh Wilson                        | Niamh Wilson                      | Niamh Wilson                        | Niamh Wilson                        |                                     |            |                   |                 |
| Jeff Denlon          |                 |                        | Angus Macfadyen                     | Angus Macfadyen                   | Angus Macfadyen (archief materiaal) | Angus Macfadyen (archief materiaal) |                                     |            |                   |                 |
| Peter Strahm         |                 |                        |                                     | Scott Patterson                   | Scott Patterson                     | Scott Patterson (archief materiaal) |                                     |            |                   |                 |
| Lindsey Perez        |                 |                        |                                     | Athena Karkanis                   | Athena Karkanis (archief materiaal) | Athena Karkanis                     |                                     |            |                   |                 |
| Dan Erickson         |                 |                        |                                     |                                   | Mark Rolston                        | Mark Rolston                        |                                     |            |                   |                 |
| Pamela Jenkins       |                 |                        |                                     |                                   | Samantha Lemole                     | Samantha Lemole                     |                                     |            |                   |                 |
| William Easton       |                 |                        |                                     |                                   | Peter Outerbridge                   | Peter Outerbridge (foto)            |                                     |            |                   |                 |
| Mallick              |                 |                        |                                     |                                   | Greg Bryk                           |                                     | Greg Bryk                           |            |                   |                 |

Saw (2004) · Saw II (2005) · Saw III (2006) · Saw IV (2007) · Saw V (2008) · Saw VI (2009) · Saw 3D (2010) · Jigsaw (2017) · Spiral: From the Book of Saw (2021) · Saw X (2023)